# Soy Cuba
Soy Cuba è un film del 1964 diretto da Michail Kalatozov.
Il titolo (in italiano Io sono Cuba) allude all'intento del film di rappresentare e interpretare l'animo cubano della fine degli anni cinquanta, innalzandosi a portabandiera della rivoluzione. Il film è noto per la sua pregevole qualità tecnica, a cominciare dalla fotografia di Sergéj Urusévskij e dalla complessità dei movimenti di macchina.

## Struttura e trama
Diviso in un prologo e quattro episodi, il film affronta le miserie della popolazione cubana e la sua voglia di riscatto dal regime di Batista, scegliendo un registro che spesso tocca il melodrammatico. I primi due episodi mettono sotto accusa la tirannia del vecchio regime, mentre gli ultimi due celebrano con toni eroici e drammatici la lotta dei rivoluzionari.
Il prologo è di carattere lirico e consiste in un lungo piano sequenza in cui la macchina da presa segue una rudimentale barca che scorre su un fiume e una voce narrante ripete il ridondante "Soy Cuba...". Il primo episodio tratta della Cuba pre-rivoluzionaria, una Cuba del divertimento mondano, misto di jazz, alcool e prostitute. Maria è costretta dalla miseria a concedersi a ricchi ospiti americani. Il secondo episodio ha come oggetto la furia disperata di un povero contadino, Pedro, che subisce un sopruso da parte del potere e, colto da un raptus allucinatorio, brucia tutta la piantagione di canne da zucchero.
Il terzo episodio è dedicato alle sommosse dei giovani studenti e racconta la storia di Enrique, la sua incapacità di uccidere, la sua morte durante la rivolta. Il quarto episodio racconta la lotta armata sulle montagne e la presa di coscienza della necessità di ricorrere alle armi. Mariano, che vive nella Sierra Maestra con la sua poverissima famiglia, si convince ad imbracciare il fucile e a combattere.

## La storia
Il film fu il frutto di una coproduzione sovietico-cubana e testimonia il grande fervore culturale che avvolse Cuba subito dopo la rivoluzione: fu fondato l'ICAIC (Istituto Cubano delle Arti e dell'Industria Cinematografica) e molti artisti e intellettuali (tra cui Neruda, Sartre, Sadoul, Varda, Godard) raggiunsero Cuba per entrare in contatto con tale fioritura artistica.
Kalatozov e Urusévskij erano professionisti molto attenti e meticolosi, e il loro lavoro si dimostrò imponente, tanto che la lavorazione durò ben quattordici mesi, contraddistinti da un grande sforzo umano e materiale.

## Un grandioso fiasco
Nel documentario girato nel 2001 (uscito in Italia nel 2005) da Vicente Ferraz dal titolo Soy Cuba - Il mammuth siberiano si scopre come il film alla sua uscita non piacque a nessuno. La causa va ricercata proprio in ciò che a prima vista è il suo pregio: la grande qualità tecnica e artistica. Fu tacciato di un inutile estremismo tecnico che metteva in secondo piano i suoi contenuti. La forma prende il sopravvento sulla sostanza provocando la caduta del fine per cui fu girato: esaltare la rivoluzione e mitizzare i protagonisti della lotta.
I giornali titolavano No Soy Cuba, denunciando l'incapacità del film di interpretare la vera anima cubana. Kalatozov fu accusato di non conoscere Cuba, di aver girato un film su un qualcosa che non aveva compreso. In particolare il ritmo sospeso del film, i lunghi piano sequenza non trasmettevano affatto la vera indole del popolo cubano. In barba al grande impegno umano ed economico con cui fu realizzato cadde in breve nell'oblio.

## Rivalutazione
Fu grazie a Martin Scorsese e Francis Ford Coppola che il mammuth fu ritrovato e scongelato. Nei primi anni novanta il film fu altamente rivalutato e innalzato al rango di suprema opera cinematografica. Dal già citato documentario di Vicente Ferraz si scopre che Scorsese esalta il film di Kalatozov, affermando che se lo avesse visto agli inizi della sua carriera sarebbe stato un regista diverso.